# Bernheide
Bernheide ist ein bewohnter Gemeindeteil der Gemeinde Lanz des Amtes Lenzen-Elbtalaue im Landkreis Prignitz in Brandenburg.

## Geografie
Der Ort liegt zwei Kilometer südöstlich von Lanz und elf Kilometer südöstlich von Lenzen, dem Sitz des Amtes Lenzen-Elbtalaue. Auf dem Gebiet des Gemeindeteils befindet sich zudem der Wohnplatz Bärwinkel. Experten vermuten, dass Bernheide zu einer früheren Zeit ein Sackgassendorf war, sich aber durch das Gut zu einer deformierten Zeile entwickelte. Auf der Feldmark befindet sich außerdem der Flurname Kerbrück, der auf eine weitere Siedlung hindeutet.
Nachbarorte sind im Uhrzeigersinn Babekuhl im Norden, Lenzersilge, Laaslich, Kuhwinkel und Dergenthin im Nordosten, Bentwisch, Motrich und Cumlosen im Südosten, Jagel im Südwesten, sowie Lanz im Nordwesten.

## Geschichte

### 16. Jahrhundert
Das Dorf wurde erstmals urkundlich im Jahr 1521 als thor Berneheide erwähnt. Kurz darauf erschien bereits die Schreibweise Bernheide (1540). Es gehörte vor 152 bis 1872 den von Möllendorf zu Gadow, seit der zweiten Hälfte des 16. Jahrhunderts auch zu Lindenberg und anteilig zu Bernheide. Ein Lütke Christoph von Möllenberg besaß im Jahr 1745 einen Rittersitz, vier Bauern, zwei Kossäten und vier Kötter, der Deichhauptmann von Möllenberg zu Lindenberg je einen Kossäten und einen Kötter und die von Möllendorf zu Wentdorf je einen Bauern und einen Kossäten. Alle besaßen gemeinsam eine Wassermühle. Bernheide kam 1811 in die  Generalfeldmarschall von Möllendorfsche Majoratsstiftung im Ländchen Cumlosen. Die von Möllendorf verpfändeten der Kommende der Tuchmacher in St. Nikolai in Perleberg die Hebungen von zwei Hufnerhöfen in Bernheide. Für 1576 wurde von 13 Hfr und einem Kossäten berichtet; die Schäferei des von Möllendorf erschien 1579. Ab 1581 gab es im Dorf einen Krug; vor 1590 kauften die von Möllendorf einen Hof aus. Er erschien als Möllendorfscher Meierhof mit vier Hufen Land im Jahr 1590.

### 17. Jahrhundert
Der Rittersitz der von Möllendorf erschien erneut in den Akten im Jahr 1608, ebenso 1684. Im Jahr 1652 lebten im Dorf drei Hufner und zwei Kossäten. Die von Möllendorf zu Gadow besaßen im Jahr 1685 einen Meierhof mit Wohnhaus, Scheunen und Ställen. Sie betrieben dort Viehzucht und brachten zwei Wispel Roggen und 18 Scheffel Gerste aus. Aus dem Jahr 1686 wurde berichtet. Es gab neun Hufner (davon sieben wüst), vier Kossäten, sieben Kötter (darunter ein Flößer, ein Schiffer und Arbeiter) sowie zwei Einlieger. Einer arbeitete in der Schäferei, der andere als Tagelöhner. Weiterhin gab es einen Kuhhirten. Die wüsten Höfe wurden von der Obrigkeit mit benutzt und unter anderem von der Witwe von Möllendorf als Wohnsitz genutzt. Die Wiesen wurden als gut bezeichnet, ebenso die Weide und die Viehzucht, während die Ackerflächen mittelmäßig waren.

### 18. Jahrhundert
Der Rittersitz von Ernst Christoph von Möllendorf umfasste im Jahr 1706 ein Wohnhaus, eine Scheune, ein Backhaus, Pferde- und Viehställe sowie Kraut-, Baum- und Kohlgärten. Er brachte dort 3 ½ Wispel Roggensaat, 1 ¼ Wispel Gersten und 18 Scheffel Hafersaat aus. Außerdem betrieb er Viehzucht, besaß die Schäfereigerechtigkeit und einen Meierhof in der Mittelhorst. Zu seinem Besitz zählten außerdem ein Hufner und fünf Kossäten. Für 1719 sind überliefert: zwei Hufner, sechs Kossäten, sieben Kötter, ein Pachtschäfer, ein Knecht und ein Hirte ohne Vieh. 1734 waren es zwei Bauern, sechs Kossäten, 21 Häuslinge und vier Hirten. Das Dorf und Rittersitz erschienen weiterhin 1745 mit acht Bauern, sechs Kossäten und fünf Köttern sowie einer Wassermühle mit zwei Gängen. Für 1760 wurden zwei Hufner, sechs Kossäten, fünf Kötter und ein Kuhhirte genannt. Das Vorwerk Bärwinkel gehörte bislang zum Rittergut und wurde 1765 separiert. Nach einer erfolgreichen Klage der Bauern erging im Jahr 1771 ein Gerichtsurteil, das die von Möllendorf zu Gadow verpflichtete, die Lasten der drei von ihnen genutzten, wüsten Bauernhofe zu tragen, darunter Kontributionen und Kriegsfuhren. Für 1791 wurde von einem Dorf mit Vorwerk berichtet, in dem drei Bauern, sieben Kossäten, fünf Büdner, 15 Hausleute, drei Verwalter und ein Krüger lebten, die in Summe 44 Feuerstellen (= Haushalte) betrieben.

### 19. Jahrhundert
Nach einer Beschreibung von 1804 hieß das Dorf vormals Bärenheide und verfügte über zwei Güter sowie insgesamt 239 Einwohner und 44 Feuerstellen. Als damalige Besitzer sind die von Möllendorf und die von Möllendorf zu Gadow verzeichnet. Zu dieser Zeit zählten zwei Ganzbauern, acht Kossäten, fünf Büdner, 23 Einlieger, sowie ein Förster und über 16 Morgen Holz zum Ort. Die Einwohner waren zudem nach Cumlosen eingepfarrt und postalisch war das Dorf über Perleberg zu erreichen. Über Bernheide wurde 1819 berichtet, dass dort zwei Hufner, sechs Kossäten, fünf Kötter, ein Kostknecht, ein Kuhhirte und fünf Einlieger wohnten. Bernheide bestand 1846 aus  37 Wohnhäusern und einem Vorwerk. Die Einwohner nutzten eine Dreifelderwirtschaft und bauten Korn an. Zur Hütung nutzten sie abwechselnd Acker- und Wiesenflächen. Im Dorf bestand ein Verschönerungsverein, der das Pflanzen von Bäumen förderte (1852). Die Bewohner ernährten sich hauptsächlich von Ackerbau und Viehzucht, die ärmeren Bewohner waren als Tagelöhner beschäftigt. Das Dorf Bernheide bestand im Jahr 1860 aus insgesamt 1085 Morgen (Mg): 18 Mg Gehöfte, 557 Mg Acker, 182 Mg Wiese und 328 Mg Weide. Darauf standen ein öffentliches, 43 Wohn- und 40 Wirtschaftsgebäude. Das Rittergut umfasste 2107 Mg: 22 Mg Gehöfte, 849 Mg Acker, 258 Mg Wiese, 499 Mg Weide und 479 Mg sowie vier Wohn- und elf Wirtschaftsgebäude (darunter eine Ziegelei).

### 20. Jahrhundert
Zur Jahrhundertwende standen im Dorf 45 Häuser auf 299 Hektar (ha). Es gab ein Vorwerk im Anschluss des Dorfes mit Ziegelei und Jägerhaus in der Silge sowie den Gutsbezirk Feldmarschallshof. Eine Statistik aus dem Jahr 1907 führte auf: einen Bauern, vier Kossäten, einen Großkötter, einen Kötter, einen Gastwirt, einen Mühlenbesitzer, einen Maurergesellen, einen Schmiedegesellen, einen Schneider, einen Lehrer, einen pensionierten Bahnwärter und zwei Altsitzer. Der Gutsbezirk wurde 1928 zusammen mit Gemeinde vereinigt. Bernheide war 1931 Gemeinde mit den Wohnplätzen Feldmarschallshof und Kumloser Mühle auf einer Fläche von 1592 ha mit 41 Wohnhäusern. Es gab zwei land- und forstwirtschaftliche Betriebe mit einer Flächen von 20 bis 100 ha, zehn Betriebe mit einer Fläche zwischen 10 und 20 ha, zehn weitere Betriebe mit einer Fläche zwischen 5 und 10 ha sowie elf Betriebe, die zwischen 0,5 und 5 ha groß waren. Dort arbeiteten in Summe 100 Personen. Weitere 30 Personen waren in Industrie und Handwerk, 16 Personen in Handel und Verkehr tätig.
Nach dem Zweiten Weltkrieg wurden 1946 insgesamt 1137,37 ha enteignet und aufgeteilt. Zwei Neubauern erhielten 1,91 ha, zwei Bauern 6,18 ha, acht Bauern 57,76 ha, sieben Bauern 84,56 ha und zwölf Altbauern 61,54 ha. Die Landesforstverwaltung erhielt 886,06 ha; der Rest fiel an die Gemeinde. Diese bestand 1957 mit dem Wohnplatz Bärwinkel. Im Jahr 1959 gründete sich die LPG Typ I Einheit mit zunächst fünf Mitgliedern und 16,86 ha Fläche. Im Folgejahr gab es die LPG Typ I Einheit und LPG Löcknitztal mit 45 Mitgliedern und 281,24 ha Fläche (ohne Jagel), die sich 1961 zur LPG Löcknitztal zusammenschlossen. Diese wiederum schloss sich 1974 an die LPG Typ III Friedrich Ludwig Jahn in Lanz an. In dieser Zeit kam im Jahr 1961 die Gemeinde Jagel zu Bernheide, das wiederum 1972 nach Lanz eingegliedert wurde und dort im Folgejahr ein Ortsteil war.

## Bevölkerungsentwicklung
| Jahr      | 1734 | 1772 | 1791 | 1801 | 1817 | 1837 | 1858                | 1871     | 1895     | 1925 | 1939 | 1946 | 1964 |
| Einwohner | 173  | 196  | 185  | 239  | 171  | 217  | Dorf 253 und Gut 66 | Dorf 255 | Dorf 194 | 174  | 173  | 225  | 240  |